# Gente de Hemsö
Gente de Hemsö (em sueco:  Hemsöborna) é um romance do escritor sueco August Strindberg, publicado em 1887.
O romance descreve a vida dos habitantes da ilha de Hemsö - uma ilha fictícia no Arquipélago de Estocolmo. Strindberg escreveu esta obra por causa das saudades que tinha da Suécia, quando estava a viver na Alemanha e na Suíça.

O romance é considerado uma das obras-primas de August Strindberg. Escrito em sua maior parte quando o autor se encontrava no exílio autoimposto, foi publicado pela primeira vez em 1887, pela editora Bonnier, de Estocolmo. Estrondoso sucesso desde sua aparição, este romance foi concebido, nas palavras do próprio Strindberg, para reconquistar seu público depois de uma fase marcada pela polêmica e pelo ostracismo literário.
A obra traça um quadro da natureza física e humana dos arquipélagos suecos, berço cultural da Suécia: poucos escritos são tão característicos daquele país escandinavo. Fino retrato psicológico de diversas personagens cativantes,  Gente de Hemsö alia humor e lirismo, ocupando um lugar ímpar em meio à obra posterior de Strindberg, carregada de tensões e conflitos psicológicos.  Adaptado para teatro, cinema e TV, traduzido para diversos idiomas, este romance permanece até hoje como uma das obras mais queridas do povo sueco.

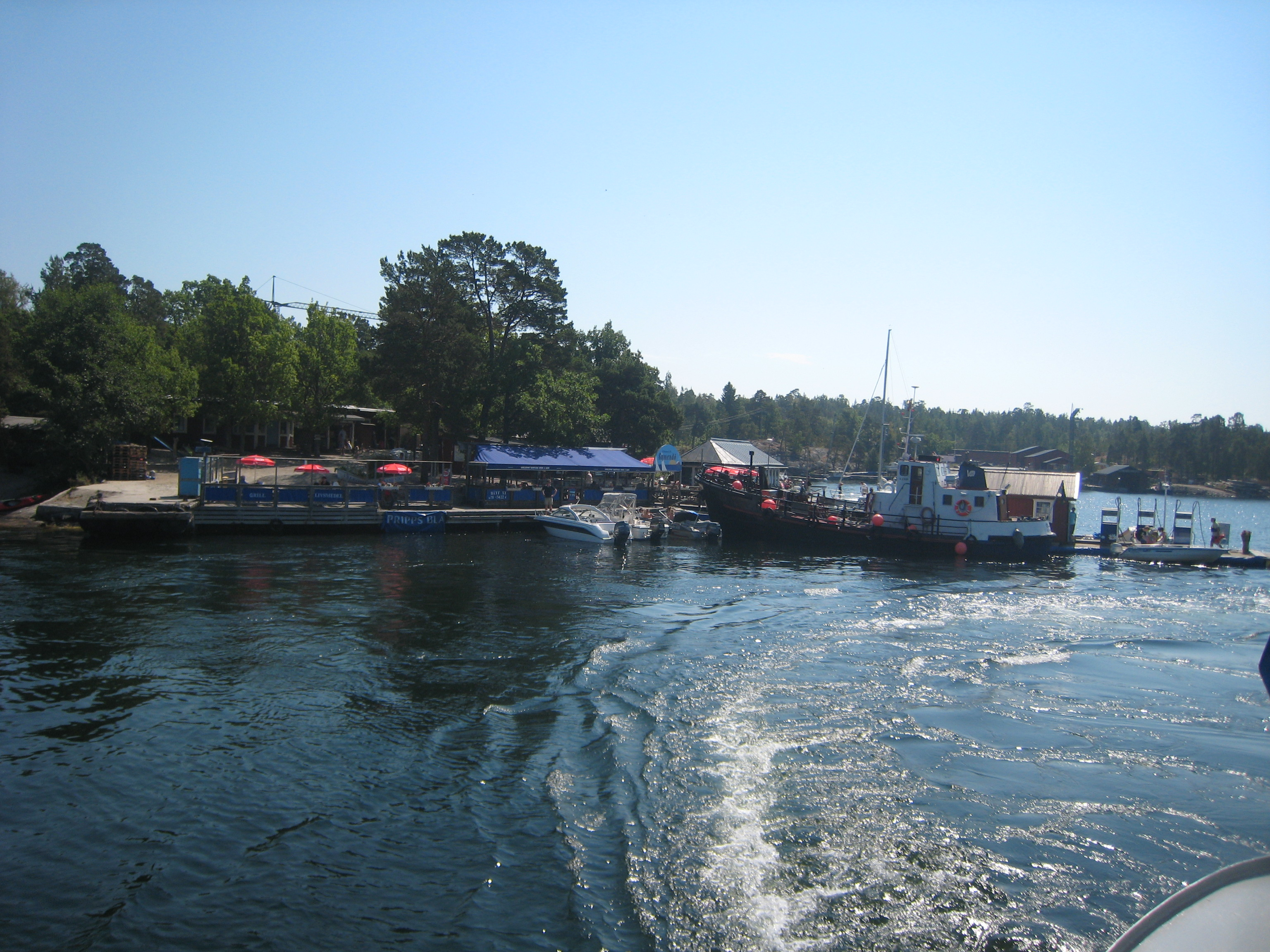
A ilha de Kymmendö - inspiradora da fictícia Hemsö